# 클릭하시겠습니까?
《클릭하시겠습니까?》는 2021년에 창작된 하이퍼서사(hyper narrative) 작품으로 스토리텔러로는 곽수진, 노서영, 한준희가 참여하였다. 세 명의 여자 주인공 유례아, 강주리, 소예림을 통해 이야기가 전개되고, 각 유닛은 독립적으로 존재하고 또한 하이퍼링크를 통해 상호 연결되기도 한다. 아이콘, 특정 단어, 문장, 영상, 이미지 등에 연결된 하이퍼링크를 통해 다른 유닛으로 연결될 수 있다.

## 줄거리
<클릭하시겠습니까?>는 영내고등학교를 배경으로 연예인 연습생인 유례아의 도촬 사진이 교내에 번지면서 이야기가 시작된다. 유례아의 담임 선생님인 강주리는 5년 전에 일어난 사건이 떠오르면서 다시는 학생이 피해 받는 일이 없게끔 사건을 해결하고 싶지만, 학교는 자신의 명예를 위해 조용히 덮으려고 한다. 억울한 죽음으로 인해 이승을 맴도는 수영 국가대표 유망주였던 소예림과 그런 소예림을 붙잡지 못한 친구 강주리, 담임이 된 지금 다시 한 번 위태로운 일을 겪는 강주리의 학생 유례아. 강주리는 유례아를 무사히 구해낼 수 있을까?

## 작품 및 구성 분석
하이퍼서사 작품은 클릭을 통해 이전 유닛과 다음 유닛, 새로운 유닛으로 넘어간다. <클릭하시겠습니까?>의 제목은 그런 하이퍼서사의 특징을 잘 나타내며 독자가 이 작품을 클릭해 읽을 것인지 능동적 감상을 유발하고 있다.
세 명의 주인공 유례아, 강주리, 소예림으로 각자의 유닛으로 접속할 수 있다. 표면적이지 않고 입체적인 주인공들은 자신이 겪은 불리함, 피해 등을 받지만은 않고 스스로 해결할 줄 아는 굳센 자의를 가지고 있다. 스토리텔러들은 약자를 향한 세상의 가해를 물리치는 데 관심을 가지고, 모두가 안전하게 살 수 있도록 하이퍼서사 작품으로 목소리를 냈다.
실제로 우리 사회는 몰래카메라와 같은 사생활 침해의 문제는 날이 갈수록 심해지며 안전한 세상이라고 장담할 수만은 없다. 그런 우리에게 <클릭하시겠습니까?>는 하이퍼서사라는 장르로 흥미로우면서도 분명하게 경각심을 일러주고 있다.